# Houtkerke
Houtkerke (Frans: Houtkerque) is een gemeente in Frans-Vlaanderen, in het Franse Noorderdepartement (Frans: département du Nord). De gemeente ligt in Frans-Vlaanderen tegen de Schreve, in het midden van het Houtland. Zij grenst aan de gemeenten Oostkapel, Roesbrugge-Haringe, Watou, Steenvoorde, Winnezele, Herzele en Bambeke. De rivier de IJzer stroomt ook langs Houtkerke. Houtkerke telde op 1 januari 2022 982 inwoners.

## Geschiedenis
Het dorp, gelegen in het graafschap Vlaanderen, werd in 1049 al genoemd als Holtkerka. In de periode van de 15e tot de 18e eeuw behoorde het toe aan de graven van Horne(s). Dit uit zich in het gemeentewapen.

## Geografie
De oppervlakte van Houtkerke bedroeg op 1 januari 2022 13,13 vierkante kilometer; de bevolkingsdichtheid was toen 74,8 inwoners per km².

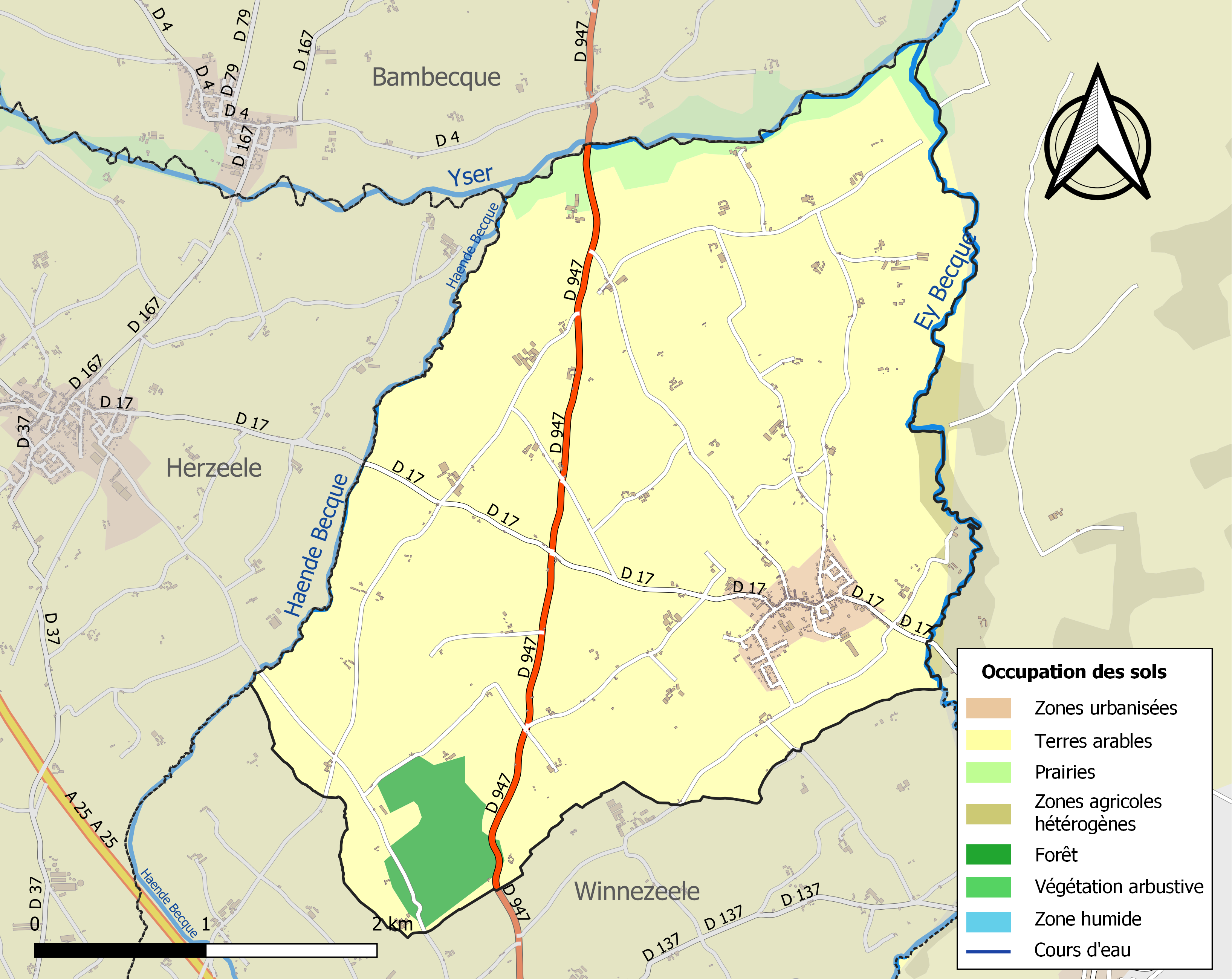
Kaart van de gemeente met belangrijkste infrastructuur, bodemgebruik en omliggende gemeenten

## Bezienswaardigheden
- Sint-Antoniuskerk (Église Saint-Antoine);
- Hoflandmeulen (Moulin de l'Hofland).
- Nabij de molen ligt de motte van het voormalig Kasteel Hofland.

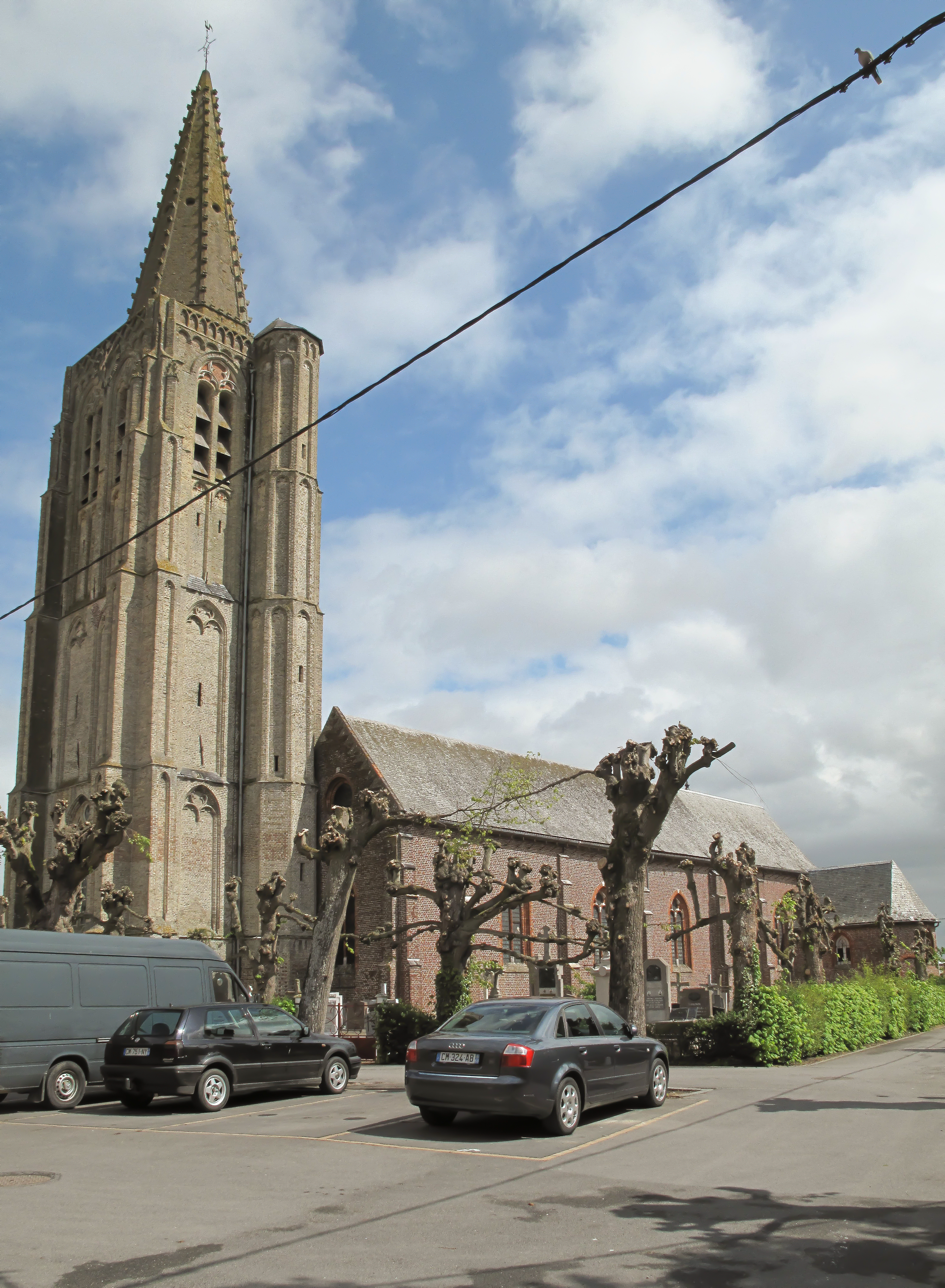
De Sint-Antoniuskerk

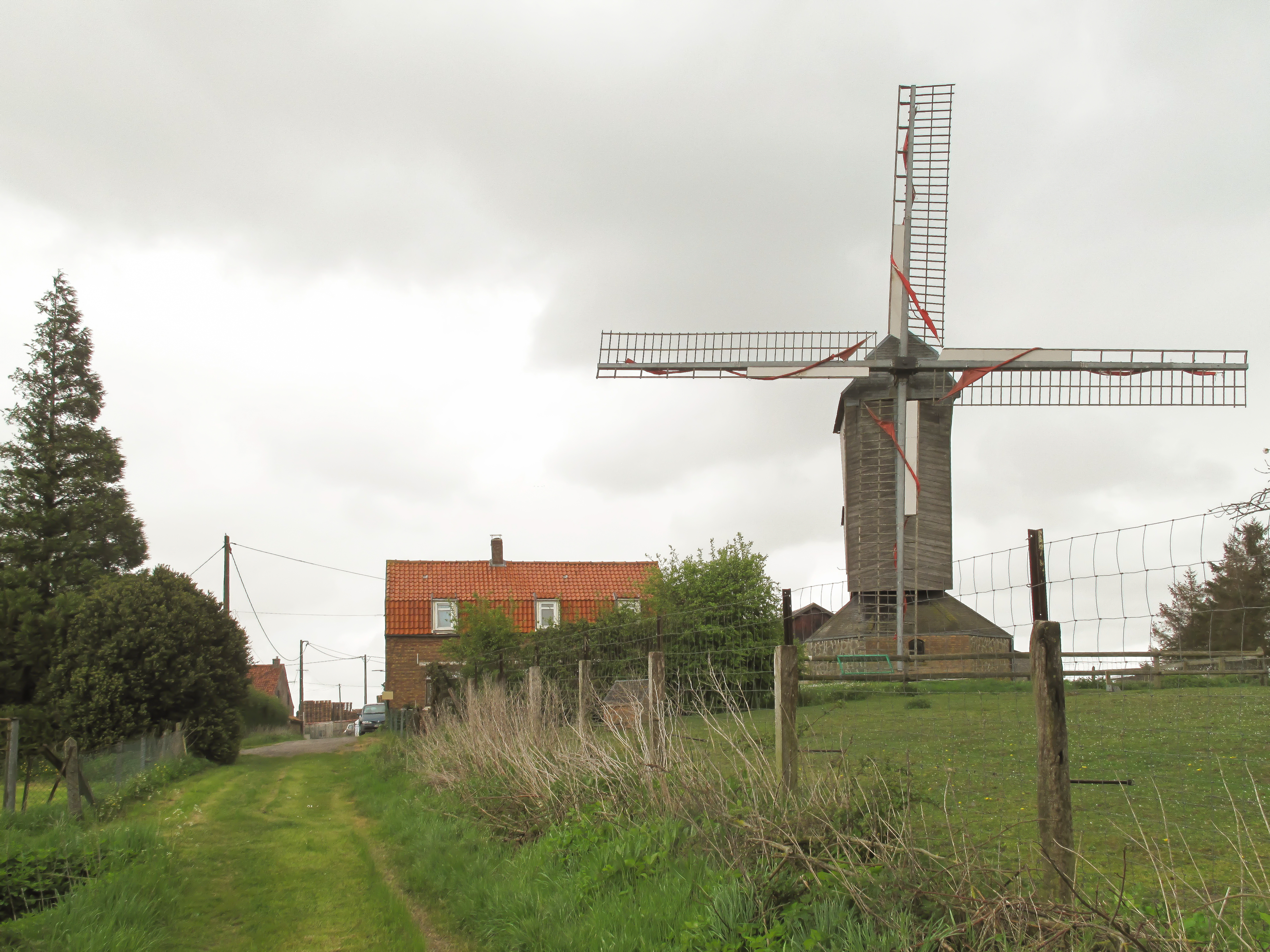
De Hoflandmeulen

## Natuur en landschap
Houtkerke ligt in het Houtland en de hoogte bedraagt 2-22 meter. In het oosten ligt de Heidebeek (Ey Becque) die hier de grens met België vormt. In het noorden vindt men de IJzer.

## Demografie
Onderstaande figuur toont het verloop van het inwonertal (bron: INSEE-tellingen).

## Nabijgelegen kernen
Oostkappel, Herzele, Winnezele, Watou
Arneke · Bambeke · Bavinkhove · Bissezele · Bollezele · Broksele · Buisscheure · Ekelsbeke · Eringem · Hardefoort · Herzele · Holke · Hondschote · Hooimille · Houtkerke · Killem · Krochte · Kwaadieper · Lederzele · Ledringem · Merkegem · Millam · Nieuwerleet · Noordpene · Ochtezele · Oostkappel · Oudezele · Rekspoede · Rubroek · Sint-Momelijn · Soks · Steenvoorde · Terdegem · Volkerinkhove · Warrem · Waten · Wemaarskappel · Westkappel · Wilder · Winnezele · Wormhout · Wulverdinge · Zegerskappel · Zermezele · Zuidpene
Armboutskappel · Arneke · Bambeke · Bavinkhove · Belle · Berten · Bieren · Bissezele · Blaringem · Boeschepe · Boezegem · Bollezele · Borre · Bray-Dunes · Broekburg · Broekkerke · Broksele · Buisscheure · Drinkam · Duinkerke · Ebblingem · Eke · Ekelsbeke · Eringem · Gijvelde · Godewaarsvelde · La Gorgue · Grand-Fort-Philippe · Grevelingen · Groot-Sinten · Hardefoort · Haverskerke · Hazebroek · Herzele · Holke · Hondegem · Hondschote · Hooimille · Houtkerke · Kaaster · Kapelle · Kapellebroek · Kassel · Killem · Kraaiwijk · Krochte · Kwaadieper · Lederzele · Ledringem · Leffrinkhoeke · Linde · Loberge · Loon · Meregem · Merkegem · Merris · Meteren · Millam · Moerbeke · Niepkerke · Nieuw-Berkijn · Nieuw-Koudekerke · Nieuwerleet · Noordpene · Ochtezele · Okselare · Oostkappel · Oud-Berkijn · Oudezele · Pitgam · Pradeels · Rekspoede · Rubroek · Ruisscheure · Sint-Janskappel · Sint-Joris · Sint-Mariakappel · Sint-Momelijn · Sint-Pietersbroek · Sint-Silvesterkappel · Sint-Winoksbergen · Soks · Spijker · Stapel · Steenbeke · Steenvoorde · Steenwerk · Stegers · Stene · Strazele · Terdegem · Téteghem-Coudekerque-Village · Tienen · Uksem · Vleteren · Volkerinkhove · Waalskappel · Warrem · Waten · Wemaarskappel · Westkappel · Wilder · Winnezele · Wormhout · Wulverdinge · Zegerskappel · Zerkel · Zermezele · Zoeterstee · Zuidkote · Zuidpene